# Archidiocèse de Canton

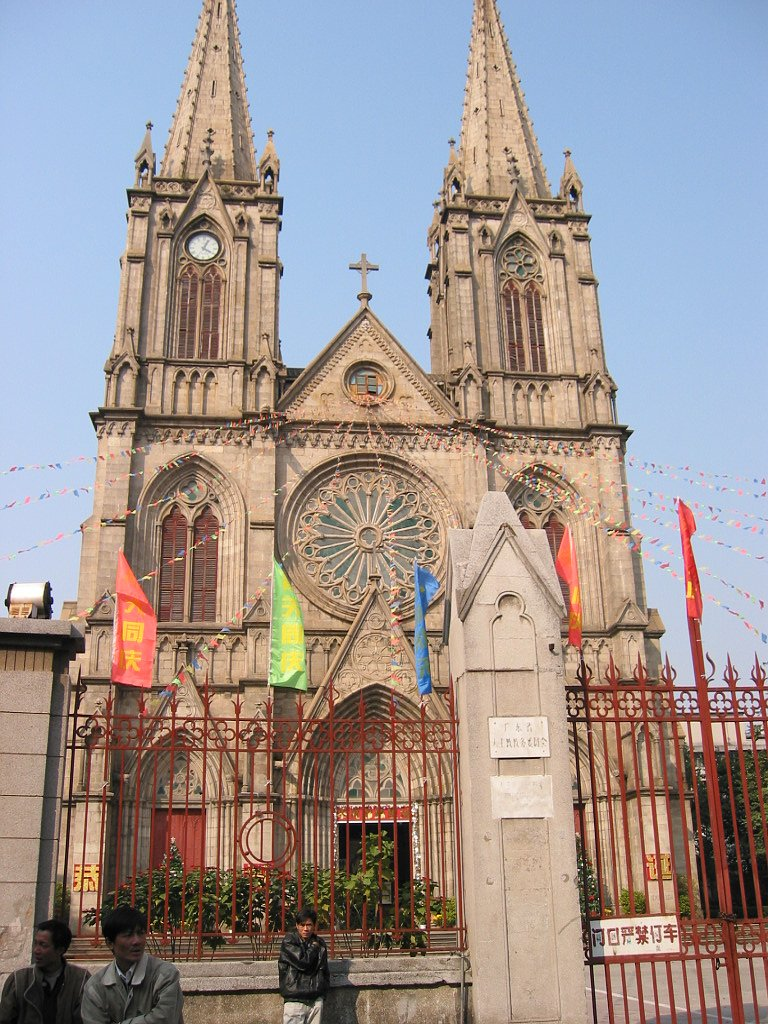
Vue de la cathédrale de Canton

L'archidiocèse de Canton (en latin: Archidiocoesis Coamceuvensis) est un archidiocèse « métropolitain » de l'Église catholique de Chine situé à Canton. Sa cathédrale est la cathédrale du Sacré-Cœur de Canton. Ce fut longtemps une terre de mission de la société des Missions étrangères de Paris.

## Historique
- 1848 : création de la préfecture apostolique du Guangdong à partir du diocèse de Macao
- 6 août 1875 : renommé en vicariat apostolique du Kouang-Toung. Le vicariat cède une partie de territoire à l'avantage du vicariat apostolique du Kouang-Si, aujourd'hui archidiocèse de Nanning
- 6 avril 1914 : cède une partie de son territoire à l'avantage de la préfecture apostolique de Tchao-Tchéou, aujourd'hui diocèse de Shantou et renommé vicariat apostolique de Canton.
- En 1920 et 1929 : cède des territoires à l'avantage des circonscriptions ecclésiastiques suivantes : le vicariat apostolique de Kiaotsu (Chaozhou aujourd'hui), le vicariat apostolique du Kouan-Toung occidental. (orthographié Kwantung, puis Guangdong) et de Hainan (aujourd'hui diocèse de Beihai), et la mission sui juris de Hainan, aujourd'hui préfecture apostolique.
- 11 avril 1946 : le vicariat apostolique est élevé au rang d'archidiocèse métropolitain par la bulle de Pie XII Quotidie Nos[1].
- 1981 : nomination par Jean-Paul II en tant qu'archevêque de l'administrateur apostolique, Dominique Tang Yeeming, alors qu'il est à Hong Kong pour soins. Le gouvernement communiste chinois lui interdit donc de rentrer en Chine continentale. Il vécut donc en exil à Hong Kong, jusqu'à sa mort le 27 juin 1995.
- Mai 2001 : décès de l'évêque nommé par le gouvernement chinois, le siège est vacant jusqu'en 2007.
- 2007 : nomination d'un nouvel évêque avec l'accord du Saint-Siège et de l'association patriotique mise en place par le gouvernement chinois. Mgr Joseph Gan Junqiu reçoit donc la consécration épiscopale le 4 décembre 2007 avec l'accord de Rome.

## Ordinaires

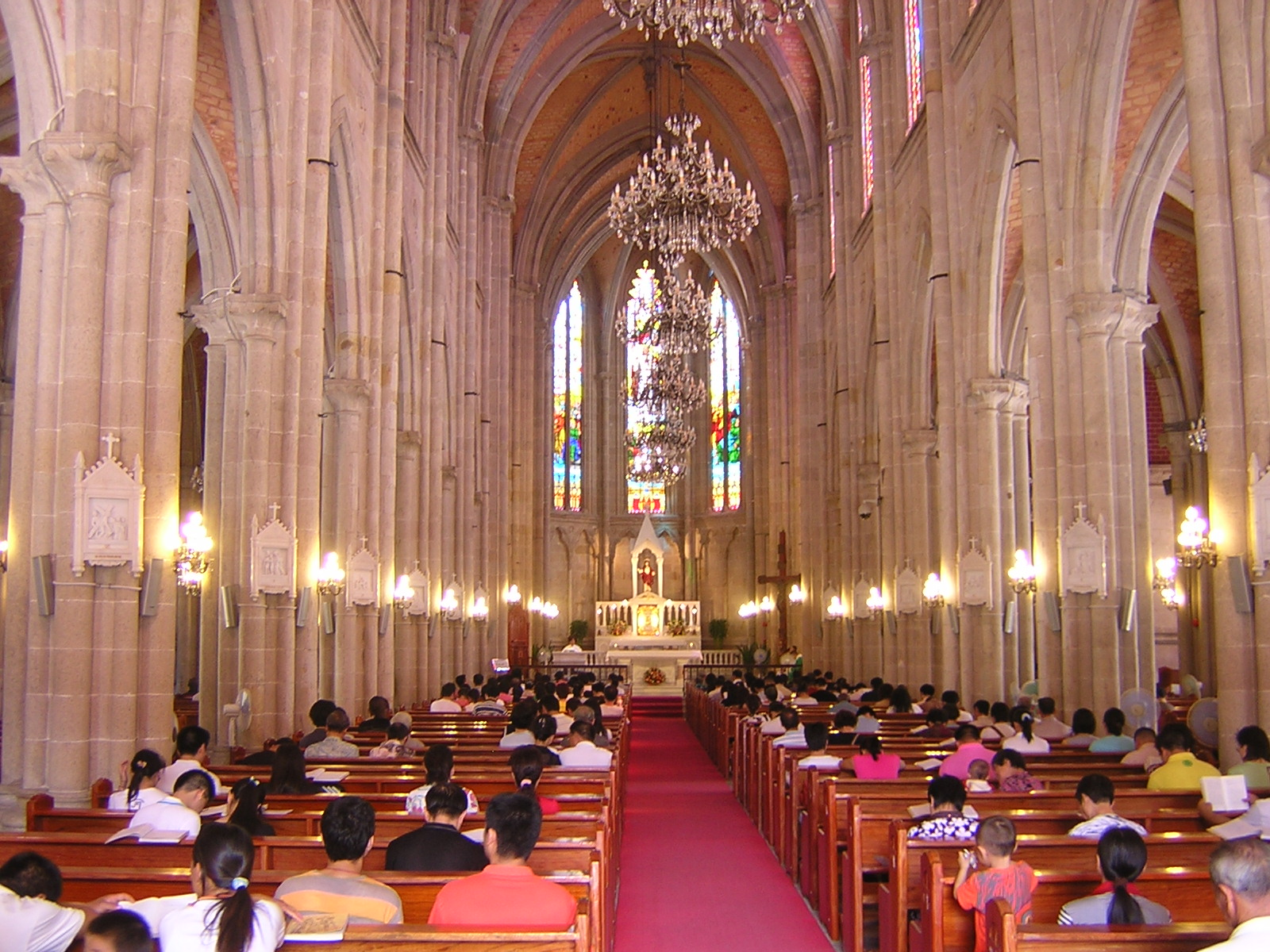
Intérieur de la cathédrale

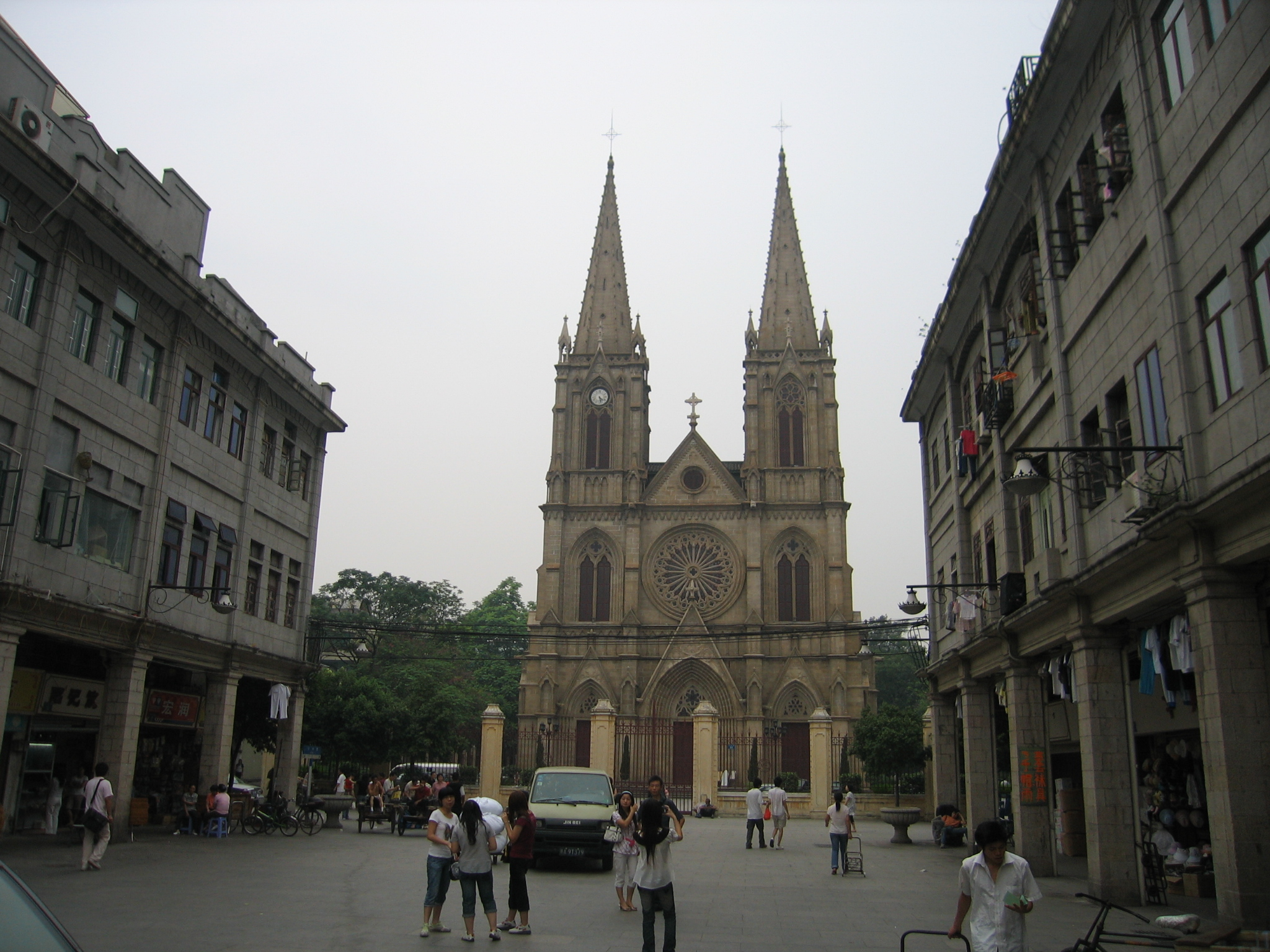
Parvis de la cathédrale

- Napoléon-François Libois, MEP, 11 mai 1848 - octobre 1853
- Philippe-François-Zéphirin Guillemin, MEP, 16 novembre 1853 - 5 avril 1886, décédé,
- Augustin Chausse (pl), MEP, 5 avril 1886 - 12 octobre 1900, décédé,
- Jean-Marie Mérel, MEP, 20 avril 1901 - 6 août 1914
- Jean-Baptiste de Guébriant, MEP, 28 avril 1916 - 21 mars 1921, nommé supérieur général des missions étrangères de Paris
- Antoine-Pierre-Jean Fourquet, MEP, 20 février 1923 - 11 décembre 1947, retraite
- Gustave Deswazières, MEP, 1947-1950, administrateur apostolique
- Dominique Tang Yi-ming, SJ, 26 mai 1981 - 27 juin 1995, (empêché de résidence à Canton), décédé, administrateur apostolique
- Joseph Gan Junqiu, 2007 - à ce jour

## Statistiques
En 1949, l'archidiocèse comprenait 20 346 baptisés pour une population de 4 800 000 habitants, quarante-quatre prêtres séculiers, dix-sept prêtres réguliers et quatre-vingt-quatorze religieuses.

## Suffragants
Diocèses suffragants :
- Diocèse de Beihai (Pakhoi)
- Diocèse de Chaozhou
- Diocèse de Jiangmen
- Diocèse de Jiaying
- Diocèse de Shantou
- Diocèse de Hong Kong

## Sources

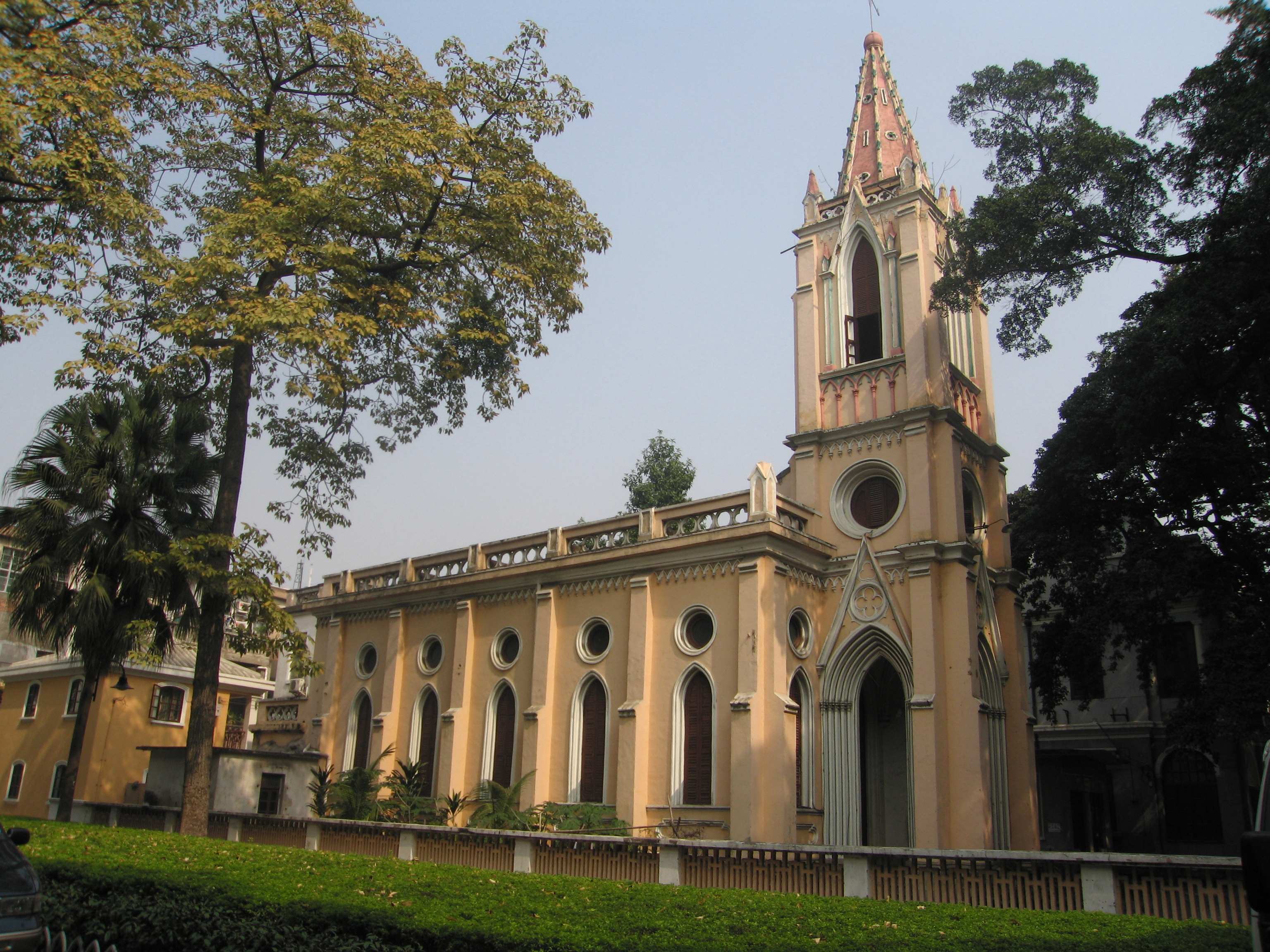
Chapelle Notre-Dame de Lourdes de Shamian

- Annuaire pontifical, 2002

- (it) Cet article est partiellement ou en totalité issu de l’article de Wikipédia en italien intitulé « Arcidiocesi di Guangzhou » (voir la liste des auteurs).